# Sedição de Juazeiro (minissérie)
Sedição de Juazeiro é uma minissérie brasileira produzida para a rede pública de televisão cearense, dividida em 4 capítulos, do gênero guerra, baseada no confronto ocorrido em 1914 entre as oligarquias cearenses e o governo federal, e lançada no dia 22 de Agosto de 2012 no Cine-Teatro João Frederico Ferreira Gomes, anexo II da Assembleia Legislativa do Estado do Ceará.
Aprovada pela CEIC, Comissão Estadual de Incentivo à Cultura, através do I Edital Mecenas do Ceará 2008, foi produzida pelas produtoras JLS Internet Connection e Laser Vídeo em parceria com a APEC, Associação de Estudos e Pesquisa Técnico-Científica, entidade sem fins lucrativos, ligada à UNIGRANDE, Centro Universitário da Grande Fortaleza.

## Sinopse
Na segunda década do século XX, declara-se uma dualidade de poderes legislativos no Estado do Ceará. Tropas são enviadas de Fortaleza pelo governador Franco Rabelo para Juazeiro do Norte. Padre Cícero, Floro Bartolomeu e seus soldados esperam o ataque. O governo central decreta a intervenção federal no Ceará. Trinfa a Sedição de Juazeiro, a guerra de 1914.

## Elenco
| Ator/Atriz        | Personagem       |
| ----------------- | ---------------- |
| Magno Carvalho    | Floro Bartolomeu |
| Ary Sherlock      | Padre Cícero     |
| Alcântara Costa   | José de Borba    |
| Angelim de Icó    | Ladislau         |
| Aldo Anísio       | J. da Penha      |
| Fernando Cattony  | Franco Rabelo    |
| Enrique Patrícius | Coronel Alípio   |
| Jean Nogueira     | Pedro Silvino    |